# Piràmide de la Lluna
La Piràmide de la Lluna es troba en la part nord de Teotihuacán i el seu contorn imita al Turó Gros, anomenat en náhuatl Tenan, que significa «mare o protector de pedra».
És la segona edificació més gran de Teotihuacán, després de la Piràmide del Sol.
Teotihuacán va ser declarat patrimoni cultural de la humanitat per la Unesco en 1987.

## Arquitectura

Comparació de l'altura de diferents piràmides egípcies i americanes, incloent la Piràmide de la Lluna, i també edificis moderns.

La Piràmide de la Lluna cobreix una estructura més antiga i tenia ja aquest perfil des de l'etapa anterior a l'any 200 d. C. Entre 210 i 450 d. C., se li va afegir l'estructura de quatre cossos talús-tauler enfront de l'escalinata que dona a l'Avinguda dels Morts. Aquesta estructura tenia una plataforma en la part superior que va servir per realitzar cerimònies en honor de Chalchiutlicue, la deessa de l'aigua relacionada amb la Lluna, a qui se li va dedicar el temple superior i l'escultura del qual va ser trobada al peu de la piràmide.
Enfront d'ella està la Plaça de la Lluna, on termina l'anomenada "Calzada de los muertos", que conté un altar central i una original construcció amb divisions internes, conformada per quatre cossos rectangulars i quatre en diagonal, formant un model que rep el nom de «creu teotihuacana».

## Actualitat
Recentment, els arqueòlegs han excavat sota la piràmide de la Lluna. Els arqueòlegs estan buscant pistes sobre la història d'aquesta misteriosa cultura. Túnels cavats en l'estructura han revelat que la piràmide va experimentar almenys sis renovacions; cada nova addició era més gran i abastava l'estructura anterior.
Com els arqueòlegs van cavar a través de les capes de la piràmide, van descobrir artefactes que proporcionen el començament d'una línia de temps en la història de Teotihuacan. La troballa més recent, realitzada per un equip liderat per Saburo Sugiyama, professor adjunt Facultat a la Universitat Estatal d'Arizona i professor a la Universitat de la Prefectura de Aichi al Japó, i Ruben Cabrera de l'Institut Nacional d'Antropologia i la història de Mèxic és una tomba aparentment dedicada a la cinquena fase de construcció. Conté quatre esquelets humans, ossos d'animals, joies, obsidiana i una àmplia varietat d'altres ofrenes. Els arqueòlegs estimen que l'enterrament es va produir entre els anys 100 i 200 d.c.
Una altra tomba dedicada a la gran deessa va ser descoberta en 2007. Està datada a la quarta etapa de la construcció. Contenia una sola víctima sacrificial humana masculina, així com un llop, jaguar, puma, serp, esquelets d'aus i més de 400 altres relíquies que inclouen una gran pedra verda i figuretes d'obsidiana, ganivets cerimonials i puntes de llances.